# Oldenlandia leptoneura
Oldenlandia leptoneura är en måreväxtart som beskrevs av Charles-Joseph Marie Pitard. Oldenlandia leptoneura ingår i släktet Oldenlandia och familjen måreväxter.
Artens utbredningsområde är Vietnam. Inga underarter finns listade i Catalogue of Life.